# Бёне, Йой
Йой Бёне (нидерл. Joy Beune; род. 28 апреля 1999 года) — нидерландская конькобежка; 3-кратная чемпионка мира, серебряный и бронзовый призёр чемпионата мира, чемпионка Европы, 7-кратная чемпионка мира среди юниоров. Выступала за команду "Jumbo-Visma", в настоящее время за "Team IKO".

## Биография
Йой Бёне родилась и выросла в семье своих родителей отца Эдвина и мамы Дианны в Борне, а кататься на коньках начала в Энсхеде на ледовом катке "Твенте" в возрасте 9-ти лет, последовав по стопам своего отца, который тоже занимался конькобежным спортом. В перерывах между катанием на коньках Йой Бёне посещала школу Монтессори в Хенгело, а затем отправилась в школу ЛУТА в Энсхеде, где прошла специальную подготовку для лучших спортсменов. Там она устроилась на работу, чтобы тренироваться и совмещать свое образование.
Бёне начала участвовать в соревнованиях по конькобежному спорту в возрасте 11 лет. В возрасте 14 лет она вступила в клуб "Ice Racing Team", после перешла в "region RTC Oost". В 2014 году стала выступать на национальном чемпионате Нидерландов среди юниоров. В 2016 году она выиграла юниорский чемпионат в многоборье, а в 2017 году заняла 2-е место и дебютировала на юниорском Кубке мира и чемпионате мира среди юниоров в Хельсинки, где сразу завоевала две золотые и две серебряные медали.
Через год Бёне выиграла пять золотых медалей на чемпионате мира среди юниоров в Солт-Лейк-Сити, в том числе и в многоборье и установила три юниорских мировых рекорда на дистанциях 1000, 1500 и 3000 м. В 2019 году она заняла 2-е место на национальном чемпионате в многоборье и выиграла серебряную медаль в командной гонке на чемпионате мира на отдельных дистанциях в Инцелле.
В сезоне 2019/20 она подписала контракт с командой "Jumbo-Visma" и заняла 3-е место на чемпионате Нидерландов на дистанции 1500 м, следом участвовала на чемпионате мира на отдельных дистанциях в Солт-Лейк-Сити и стала 10-й в забеге на 1500 м. В 2021 году дебютировала на чемпионате Европы в Херенвене, где заняла 5-е место в многоборье. На чемпионате мира на отдельных дистанциях в Инцелле стала 6-й в беге на 3000 м.
В декабре 2021 года участвовала в квалификационном турнире и заняла 5-е место на дистанциях на 3000 и 5000 м и не отобралась на зимние Олимпийские игры в Пекине. В январе 2022 года заняла 2-е место на чемпионате Нидерландов в многоборье, а в декабре того же года выиграла "бронзу" в многоборье. В апреле Бёне подписала контракт с командой "Team IKO" до сезона 2023/24 годов.
В сезоне 2023/24 Бёне выиграла чемпионат Нидерландов на дистанции 1500 м и стала 2-й на 5000 м, после чего в январе 2024 года выиграла командную гонку с партнёршами на чемпионате Европы в Херенвене. Через месяц она стала чемпионкой мира в забеге на 5000 м и в командной гонке на чемпионате мира на отдельных дистанциях в Калгари, а также выиграла бронзу на дистанции 1500 м. В марте на чемпионате мира в классическом многоборье в Инцелле стала впервые чемпионкой мира в общем зачёте многоборья.

## Награды
- 2017 год - названа спортсменкой года 2017 года в Борне, Нидерланды.
- 2018 год - награждена поощрительной премией Эгберта ван Тувера на церемонии вручения премии "Ard Schenk Awards 2018"
- 2020 год - названа самой красивой спортсменкой Нидерландов по версии мужского журнала FHM[8]

## Личная жизнь
Йой Бёне встречается с конькобежцем Кьелдом Нёйсом с 2019 года. До этого встречалась с ещё одним начинающим конькобежцем Томасом Гердинком.